# Кубок володарів кубків 1963—1964
Кубок володарів кубків 1963—1964 — 4-ий розіграш Кубка володарів кубків УЄФА, європейського клубного турніру для переможців національних кубків. 

## Учасники
| №п/п | Клуб                   | Турнір                                                |
| ---- | ---------------------- | ----------------------------------------------------- |
| 1    | «Тоттенгем Готспур»    | Володар Кубка володарів кубків 1962—1963              |
| 2    | «Барселона»            | Володар Кубка Іспанії 1962—1963                       |
| 3    | «Аталанта»             | Володар Кубка Італії 1962—1963                        |
| 4    | «Селтік»               | Фіналіст Кубка Шотландії 1962—1963                    |
| 5    | «Спортінг»             | Володар Кубка Португалії 1962—1963                    |
| 6    | «Манчестер Юнайтед»    | Володар Кубка Англії 1962—1963                        |
| 7    | «Слован»               | Володар Кубка Чехословаччини 1962—1963                |
| 8    | МТК                    | Віце-чемпіон Угорщини 1962—1963 (кубок не проводився) |
| 9    | «Гамбург»              | Володар Кубка ФРН 1963                                |
| 10   | ЛАСК                   | Фіналіст Кубка Австрії 1962—1963                      |
| 11   | «Динамо» (Загреб)      | Володар Кубка Югославії 1962—1963                     |
| 12   | «Віллем II»            | Володар Кубка Нідерландів 1962—1963                   |
| 13   | «Ліон»                 | Фіналіст Кубка Франції 1962—1963                      |
| 14   | «Фенербахче»           | Фіналіст Кубка Туреччини 1962—1963                    |
| 15   | «Славія»               | Володар Кубка Болгарії 1962—1963                      |
| 16   | «Мотор»                | Володар Кубка НДР 1962—1963                           |
| 17   | «Заглембє» (Сосновець) | Володар Кубка Польщі 1962—1963                        |
| 18   | «Болдклуббен 1913»     | Володар Кубка Данії 1962—1963                         |
| 19   | «Базель»               | Володар Кубка Швейцарії 1962—1963                     |
| 20   | «Петролул»             | Володар Кубка Румунії 1962—1963                       |
| 21   | «Боро Юнайтед»         | Володар Кубка Уельсу 1962—1963                        |
| 22   | «Олімпіакос»           | Володар Кубка Греції 1962—1963                        |
| 23   | «Уніон»                | Володар Кубка Люксембургу 1962—1963                   |
| 24   | «Лінфілд»              | Володар Кубка Північної Ірландії 1962—1963            |
| 25   | «Шелбурн»              | Володар Кубка Ірландії 1962—1963                      |
| 26   | «Йовік-Люн»            | Володар Кубка Норвегії 1962                           |
| 27   | АПОЕЛ                  | Володар Кубка Кіпру 1962—1963                         |
| 28   | ГПС                    | Володар Кубка Фінляндії 1962                          |
| 29   | «Сліма Вондерерс»      | Володар Кубка Мальти 1962—1963                        |

## Перший раунд
Команди Тоттенгем Готспур, Лінфілд, Мотор Цвікау за жеребом пройшли до наступного раунду автоматично.
| Команда 1                   | Заг.                                | Команда 2            | 1-й матч | 2-й матч |
| --------------------------- | ----------------------------------- | -------------------- | -------- | -------- |
| 4 вересня/9/14 жовтня 1963  |                                     |                      |          |          |
| Аталанта                    | 4:6 (1:3 дч - третій матч)          | Спортінг (Лісабон)   | 2:0      | 1:3      |
| 8/28 вересня 1963           |                                     |                      |          |          |
| АПОЕЛ                       | 7:0                                 | Йовік-Люн            | 6:0      | 1:0      |
| 12 вересня/16 жовтня 1963   |                                     |                      |          |          |
| Фенербахче                  | 4:2                                 | Петролул             | 4:1      | 0:1      |
| 15 вересня/3 жовтня 1963    |                                     |                      |          |          |
| Сліма Вондерерс             | 0:2                                 | Боро Юнайтед         | 0:0      | 0:2      |
| 15 вересня/19 жовтня 1963   |                                     |                      |          |          |
| ГПС                         | 2:12                                | Слован (Братислава)  | 1:4      | 1:8      |
| 17 вересня/9 жовтня 1963    |                                     |                      |          |          |
| Базель                      | 0:10                                | Селтік               | 1:5      | 0:5      |
| 24 вересня/15 жовтня 1963   |                                     |                      |          |          |
| Шелбурн                     | 1:5                                 | Барселона            | 0:2      | 1:3      |
| 25 вересня/2 жовтня 1963    |                                     |                      |          |          |
| Гамбург                     | 7:2                                 | Уніон                | 4:0      | 3:2      |
| 25 вересня/2/23 жовтня 1963 |                                     |                      |          |          |
| Олімпіакос                  | 4:2 (2:0 - третій матч)             | Заглембє (Сосновець) | 2:1      | 0:1      |
| 25 вересня/15 жовтня 1963   |                                     |                      |          |          |
| Віллем II                   | 2:7                                 | Манчестер Юнайтед    | 1:1      | 1:6      |
| 2/9 жовтня 1963             |                                     |                      |          |          |
| МТК                         | 2:1                                 | Славія (Софія)       | 1:0      | 1:1      |
| 9/16 жовтня 1963            |                                     |                      |          |          |
| Ліон                        | 6:2                                 | Болдклуббен 1913     | 3:1      | 3:1      |
| 9/16/23 жовтня 1963         |                                     |                      |          |          |
| ЛАСК                        | 2:2 (1:1 дч - третій матч) (монета) | Динамо (Загреб)      | 1:0      | 0:1      |

## Другий раунд
| Команда 1                      | Заг.                    | Команда 2           | 1-й матч | 2-й матч |
| ------------------------------ | ----------------------- | ------------------- | -------- | -------- |
| 13/20 листопада 1963           |                         |                     |          |          |
| Спортінг (Лісабон)             | 18:1                    | АПОЕЛ               | 16:1     | 2:0      |
| 13 листопада/11 грудня 1963    |                         |                     |          |          |
| Фенербахче                     | 4:3                     | Лінфілд             | 4:1      | 0:2      |
| 20/30 листопада 1963           |                         |                     |          |          |
| Ліон                           | 5:3                     | Олімпіакос          | 4:1      | 1:2      |
| Мотор Цвікау                   | 1:2                     | МТК                 | 1:0      | 0:2      |
| 20 листопада/11/18 грудня 1963 |                         |                     |          |          |
| Барселона                      | 6:7 (2:3 - третій матч) | Гамбург             | 4:4      | 0:0      |
| 3/10 грудня 1963               |                         |                     |          |          |
| Тоттенгем Готспур              | 3:4                     | Манчестер Юнайтед   | 2:0      | 1:4      |
| 4/11 грудня 1963               |                         |                     |          |          |
| Селтік                         | 4:2                     | Динамо (Загреб)     | 3:0      | 1:2      |
| 11/15 грудня 1963              |                         |                     |          |          |
| Боро Юнайтед                   | 0:4                     | Слован (Братислава) | 0:1      | 0:3      |

## 1/4 фіналу
| Команда 1                   | Заг.                    | Команда 2           | 1-й матч | 2-й матч |
| --------------------------- | ----------------------- | ------------------- | -------- | -------- |
| 26 лютого/18 березня 1964   |                         |                     |          |          |
| Манчестер Юнайтед           | 4:6                     | Спортінг (Лісабон)  | 4:1      | 0:5      |
| 26 лютого/4 березня 1964    |                         |                     |          |          |
| Селтік                      | 2:0                     | Слован (Братислава) | 1:0      | 1:0      |
| 27 лютого/6/18 березня 1964 |                         |                     |          |          |
| МТК                         | 4:3 (1:0 - третій матч) | Фенербахче          | 2:0      | 1:3      |
| 4/18 березня 1964           |                         |                     |          |          |
| Гамбург                     | 1:3                     | Ліон                | 1:1      | 0:2      |

## 1/2 фіналу
| Команда 1                 | Заг.                    | Команда 2          | 1-й матч | 2-й матч |
| ------------------------- | ----------------------- | ------------------ | -------- | -------- |
| 8/20 квітня/5 травня 1964 |                         |                    |          |          |
| Ліон                      | 1:2 (0:1 - третій матч) | Спортінг (Лісабон) | 0:0      | 1:1      |
| 15/29 квітня 1964         |                         |                    |          |          |
| Селтік                    | 3:4                     | МТК                | 3:0      | 0:4      |

## Фінал
| 13.05.1964 19:30 UTC+1 |

| Спортінг (Лісабон)                 | 3:3        | МТК (Будапешт)           |
| ---------------------------------- | ---------- | ------------------------ |
| Машкареньяш 40' Фіґейреду 45', 80' | (Протокол) | Шандор 19', 75' Куті 73' |

| «Ейзель», Брюссель Глядачів: 3 208 Арбітр: Люсьєн ван Нюффель |

### Перегравання
| 15.05.1964 19:30 UTC+1 |

| Спортінг (Лісабон) | 1:0        | МТК (Будапешт) |
| ------------------ | ---------- | -------------- |
| Мораїш 20'         | (Протокол) |                |

| «Босейлстадіон», Антверпен Глядачів: 13 924 Арбітр: Жерар Версіп |

| Переможець                   |
| ---------------------------- |
| Португалія                   |
| Спортінг (Лісабон) 1-й титул |